# Neoclytus steelei
Neoclytus steelei là một loài bọ cánh cứng trong họ Cerambycidae.